# Philonthus corvinus
Philonthus corvinus är en skalbaggsart som beskrevs av Wilhelm Ferdinand Erichson 1839. Philonthus corvinus ingår i släktet Philonthus, och familjen kortvingar. Arten är reproducerande i Sverige.